# Vicente Lusitano
Vicente Lusitano (conocido también como Vicente de Olivença) fue un compositor y teórico de la música portugués de finales del Renacimiento (murió después de 1553, tal vez en 1561). 

## Biografía
Había nacido en Olivenza, pero poco más se conoce de su vida, incluyendo las fechas exactas de su nacimiento y muerte. Parte de la información la registra en el siglo XVIII Diogo Barbosa Machado en su biografía: vino de Olivenza, se convirtió en sacerdote, y fue contratado como profesor, tanto en Padua como en Viterbo. João Franco Barreto (1600-post. 1674) lo denomina homem pardo. Muy poco de lo que Machado escribió sobre él ha sido verificado por ninguna otra fuente, con excepción de la fecha de publicación de su tratado de teoría musical Introduttione facilissima en Venecia (1561, editado anteriormente en Roma en 1553 y también en Venecia en 1558). 
Como compositor escribió una serie de obras polifónicas, incluyendo motetes (Liber primus epigramatum que vulgo motetta dicuntur, 5, 6, 8vv, Roma, 1551) y el madrigal All'hor ch'ignuda d'herb'et fior. Pero es más conocido, con mucho, por su labor como teórico.
Participó en uno de los acontecimientos más famosos de la teoría de la música del siglo XVI: la discusión que tuvo con Nicola Vicentino en Roma en 1551, llevada a cabo en forma de "juicio" ante el coro papal y dos famosos compositores que actuaron como jueces (Bartolomé de Escobedo y Ghiselin Danckerts). El tema de la discusión fue la relación de los géneros griegos antiguos y la práctica contemporánea de la música, particularmente en relación con si la música contemporánea se podría explicar en términos del género diatónico solamente (tal como Lusitano afirmaba) o, si estaba mejor explicada como combinación de los géneros diatónico, cromático, y enarmónico (este último con la inclusión de notas microtonales), como Vicentino planteaba. Los jueces del debate dieron la razón a Lusitano.
Su Introduttione facilissima et novissima di canto fermo (Roma, 1553, reeditada en Venecia en 1558 y en 1561), contiene una introducción al canto llano y a la notación mensural y capítulos sobre contrapunto improvisado, composición, proporciones rítmicas y sus puntos de vista sobre los tres géneros. En 1561 Lusitano se había convertido al protestantismo y buscó un puesto en la corte de Christoph, duque de Württemberg, en Stuttgart, apoyado por Pietro Paolo Vergerio, ex obispo y consejero del duque. Aunque se le pagó por las composiciones que envió (que probablemente incluían la pieza Beati omnes en D-Sl), Lusitano no fue contratado. Todo rastro de él se pierde después de este punto.